# КПП Арава
29°34′30″ пн. ш. 34°58′41″ сх. д. / 29.575° пн. ш. 34.978055555556° сх. д.

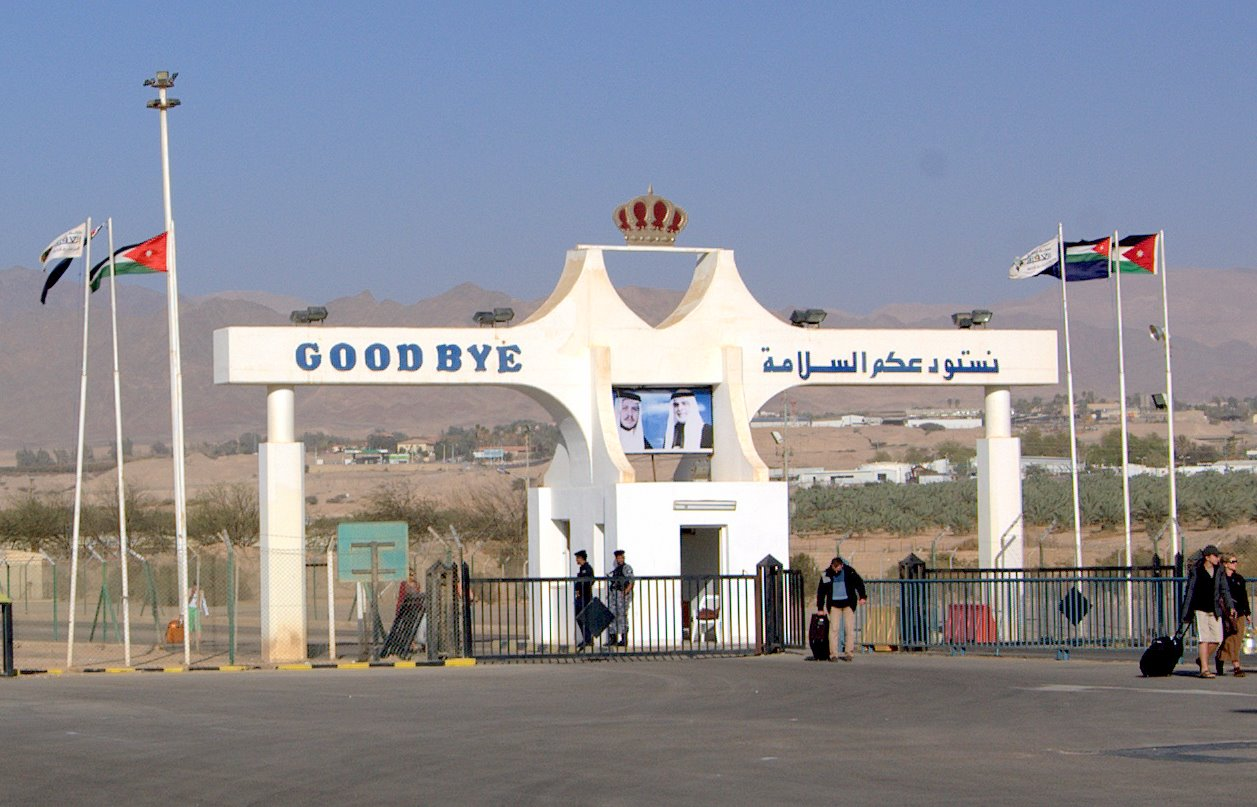
КПП Арава: вигляд з Йорданії

КПП Арава (араб. تقاطع وادي عربة), або Термінал Іцхака Рабіна (івр. מעבר-גבול ערבה) — прикордонний контрольно-пропускний пункт на кордоні Ізраїлю і Йорданії, приблизно в 3 км на північ від міст Ейлат і Акаба.

## Історія
Відкритий 8 серпня 1994 року, на даний час є одним з трьох пунктів в'їзду/виїзду між двома країнами, що обслуговують туристів. У лютому 2006 Ізраїль перейменував свою сторону переходу на термінал Іцхака Рабіна (івр. מסוף יצחק רבין), на честь покійного прем'єр-міністра.

## Шосе 109
До контрольно-пропускного пункту веде шосе 109 завдовжки 1,5 км, яке починається від розв'язки Ейлот на шосе 90 і веде на схід до перетину кордону.

## Термінал
Термінал відкритий з 6:30 до 20:00, з неділі по четвер, і з 8:00 до 20:00 по п'ятницях і суботах, щодня протягом року, за винятком свят Мусульманський Новий рік і Йом Кіпур.
Громадського транспорту, що проходить крізь термінал, немає. Тільки приватні ізраїльські автомобілі можуть проїхати через термінал і зробити поїздку до Йорданії після зміни номерних знаків, реєстрації та сплати податків.
Відвідувачі з більшості країн повинні отримати спеціальні візи на роботу / проживання у спеціальній економічній зоні Акаба. Віза проставляється в паспорт. Кожен, хто хоче продовжити свою візу, повинен зареєструватися в йорданській поліції.